# Lampenberg
Lampenberg est une commune suisse du canton de Bâle-Campagne, située dans le district de Waldenburg.

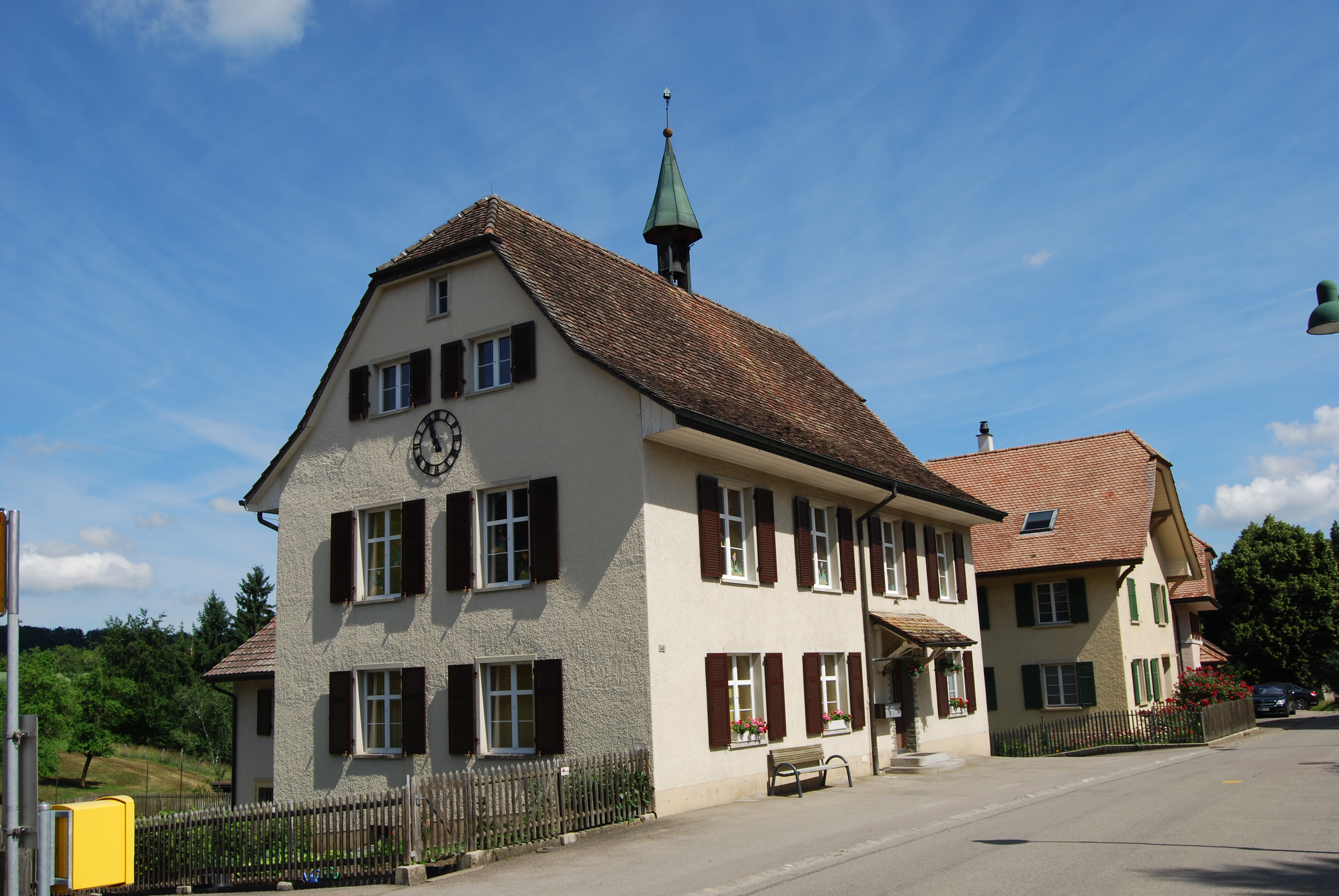
Lampenberg

Vue aérienne de 3000 m par Walter Mittelholzer (1923)